# Leucobryum galinonii
Leucobryum galinonii är en bladmossart som beskrevs av Jules Cardot och Jean Édouard Gabriel Narcisse Paris 1904. Leucobryum galinonii ingår i släktet Leucobryum och familjen Dicranaceae. Inga underarter finns listade i Catalogue of Life.